# شنگ (گیاه)

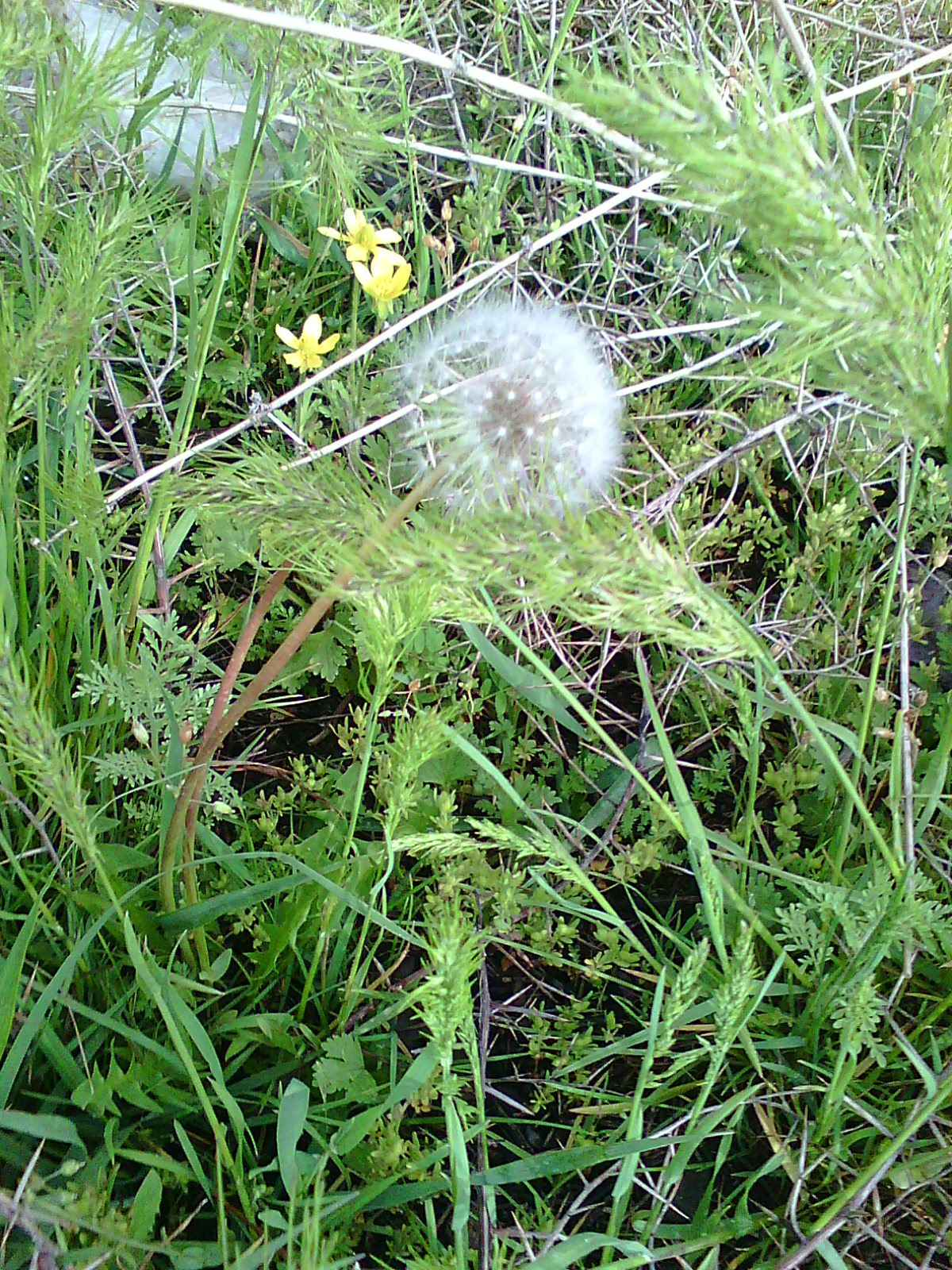

شنگ گیاهی از سردهٔ شنگ‌ها و خانوادهٔ کاسنیان است. این گیاه در فاصلهٔ اردیبهشت تا تیرماه ظاهر می‌شود. شنگ در برخی نقاط ایران مصرف خوراکی دارد.

## واژه‌شناسی
در شیراز و اصفهان به شنگ آلاله شنگ و در خراسان ریش بز خالدار و در لرستان شِنگ نامیده می‌شود. به این گیاه همچنین اشلنگ؛ یمنیه، قندرون، سنسفیل، تسلسفیل، اسپلنج، اسفلنج و در آذربایجان یملیک هم می‌گویند. عربی نوع چمنی این گیاه که برگ‌های آن باریک‌تر از شنگ است، لحیه التیس و زنب الخیل است، ولی در عراق و شامات به آن اذناب الخیل می‌گویند.
در بیجار و زبان کوردی گروسی بصورت شنگٌ تلفظ میشود.

## کاربرد خوراکی
در مناطقی از ایران از برگ‌های شنگ در سالاد استفاده می‌کنند و آن را مانند کاهو و کاسنی با سرکه و بدون آن می‌خورند. کردها و ترک ها آن را با استفاده از کمی نمک به صورت خام می‌خورند. این گیاه را در کاشان با سرکه و نمک می‌خورند.
در بیجار به صورت خام با نمک و یا سرکه و به صورت پخته کوکوشنگ میخورند.
در کردستان مردم شنگ و گیاهان بهاری دیگر مانند پاغازه را همراه با سرکه یا سکنجبین می‌خورند.
شنگ همچنین در طب سنتی مورد استفاده است.

## مناطق رویش
شنگ به‌طور خودرو در اوایل بهار می‌روید و در زمرهٔ گیاهان بهاری به‌شمار می‌آید. مناطق کوهستانی استان‌های اردبیل، مرکزی، قزوین، زنجان، کرمانشاه، ایلام، لرستان، کردستان، همدان، چهارمحال و بختیاری و خوزستان و شهرستان خلخال و بیجار و اکثر مناطق کوهستانی آذربایجان و همچنین در مناطق شمالی و سردسیر استان فارس از مناطقی هستند که شنگ در آن‌ها در اوایل بهار می‌روید. شنگ همچنین در چمنزارهای کوهستان سبلان و شمال ایران و دامنهٔ البرز، می‌روید.
در اروپا به علت زیبایی گل این گیاه، شنگ پرورش می‌دهند. گیاه‌شناسان قدیم نوع حقیقی شنگ را نر و نوع چمنی را ماده می‌دانستند.

## قطران شنگ
چنانچه گیاه شنک چمنی را قطع کنید، از آن یک ماده کائوچوئی ترشح می‌شود، که به آن قطران می‌گویند. این ماده در برابر هوا سفت می‌شود و ایرانیان آن را مانند سقز می‌جوند و چنانچه کمی حرارت به آن بدهید، به صورت کش در می‌آید و با آن لاستیک را می‌توان ساخت، ولی چون مقدار آن کم است، ساختن لاستیک با آن مقرون به صرفه نیست.

## نگارخانه

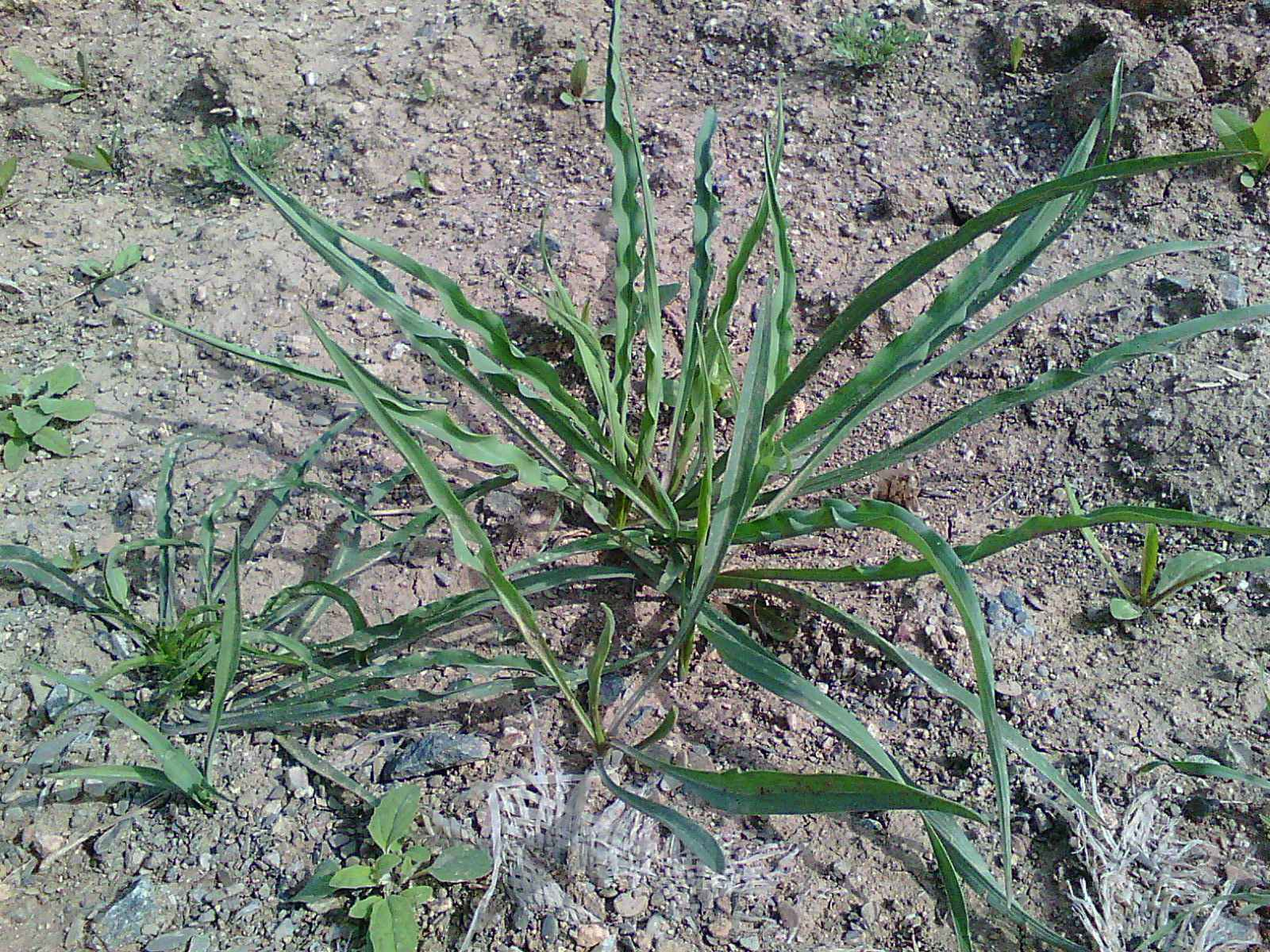
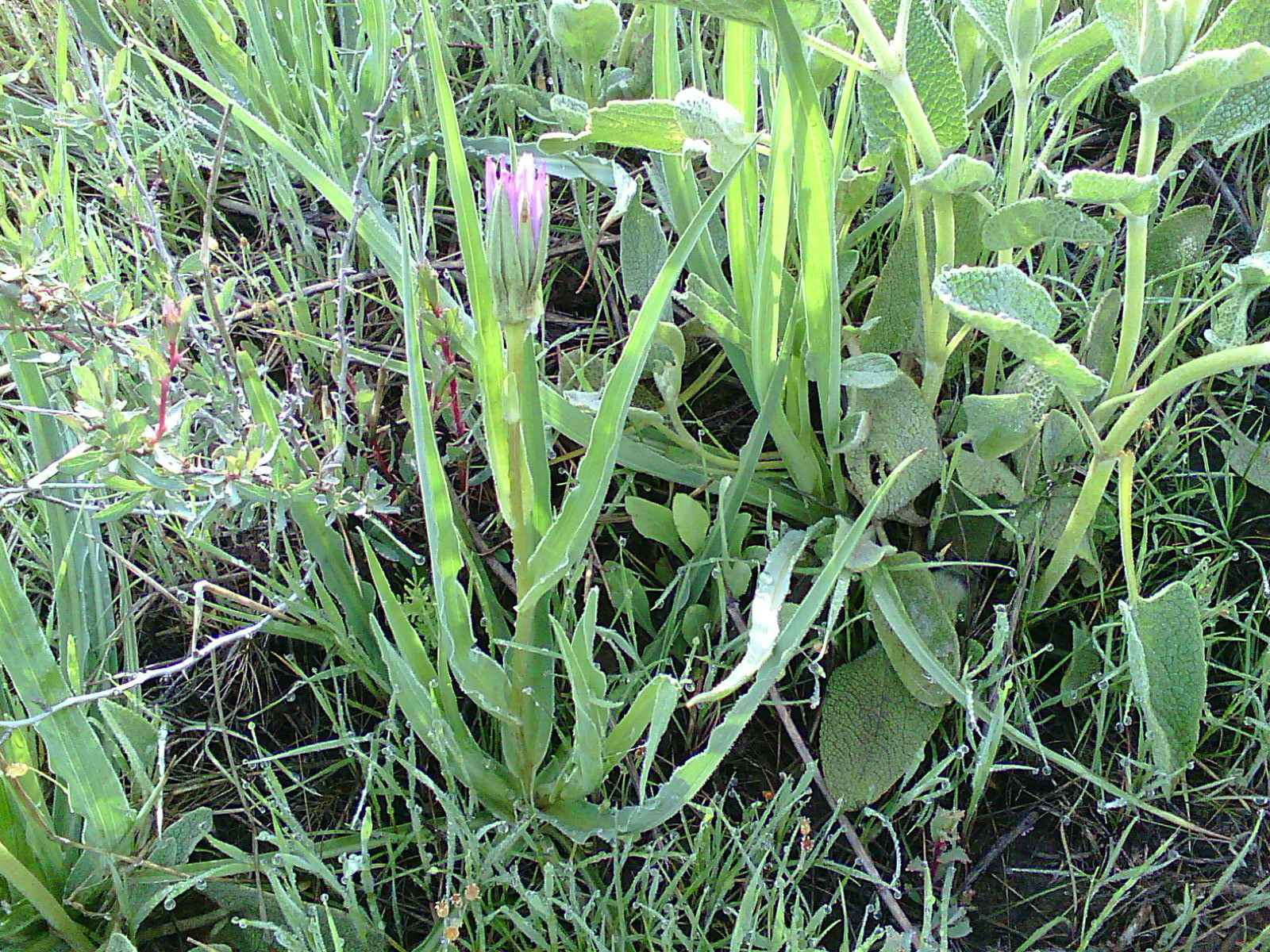
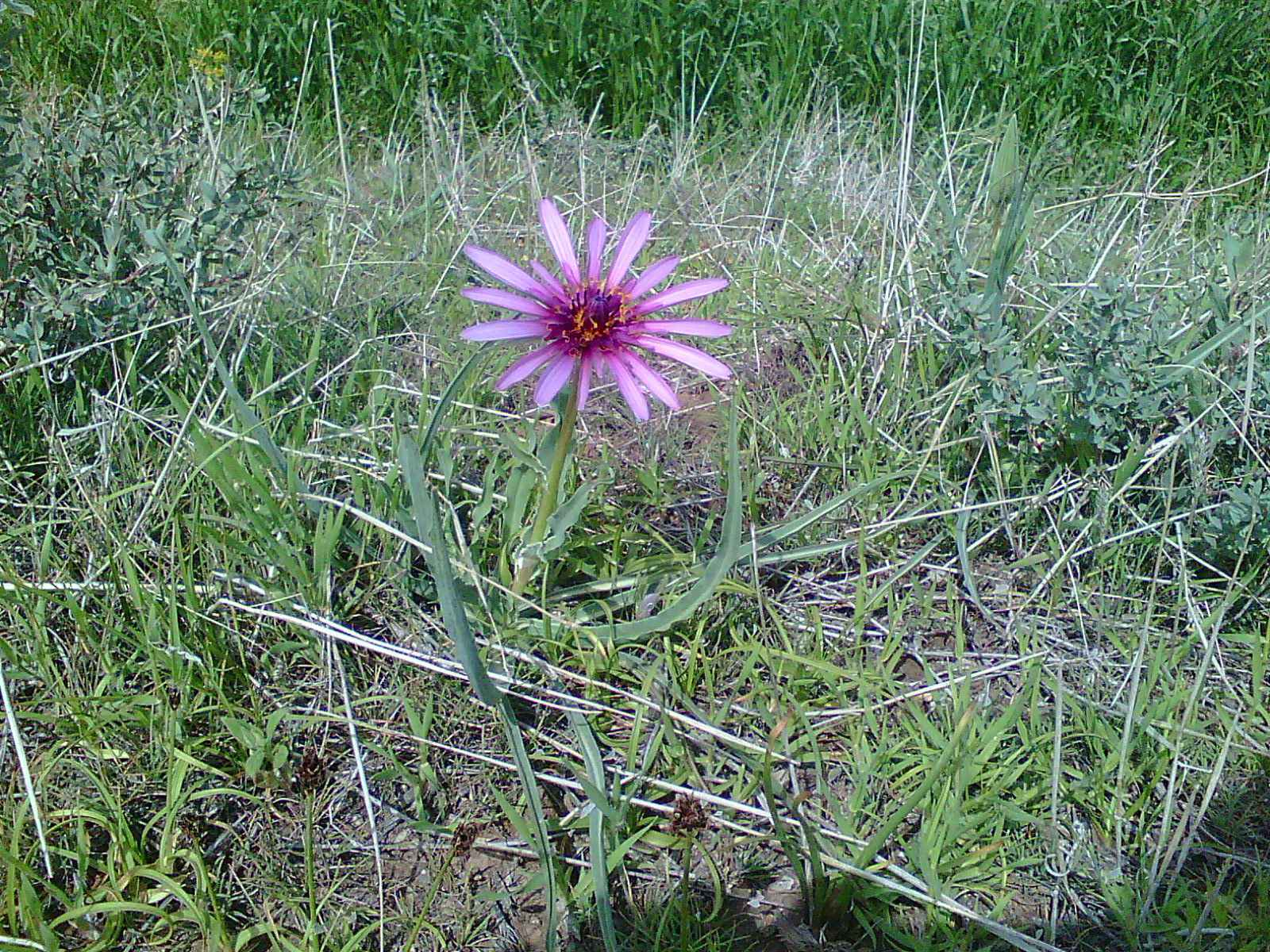
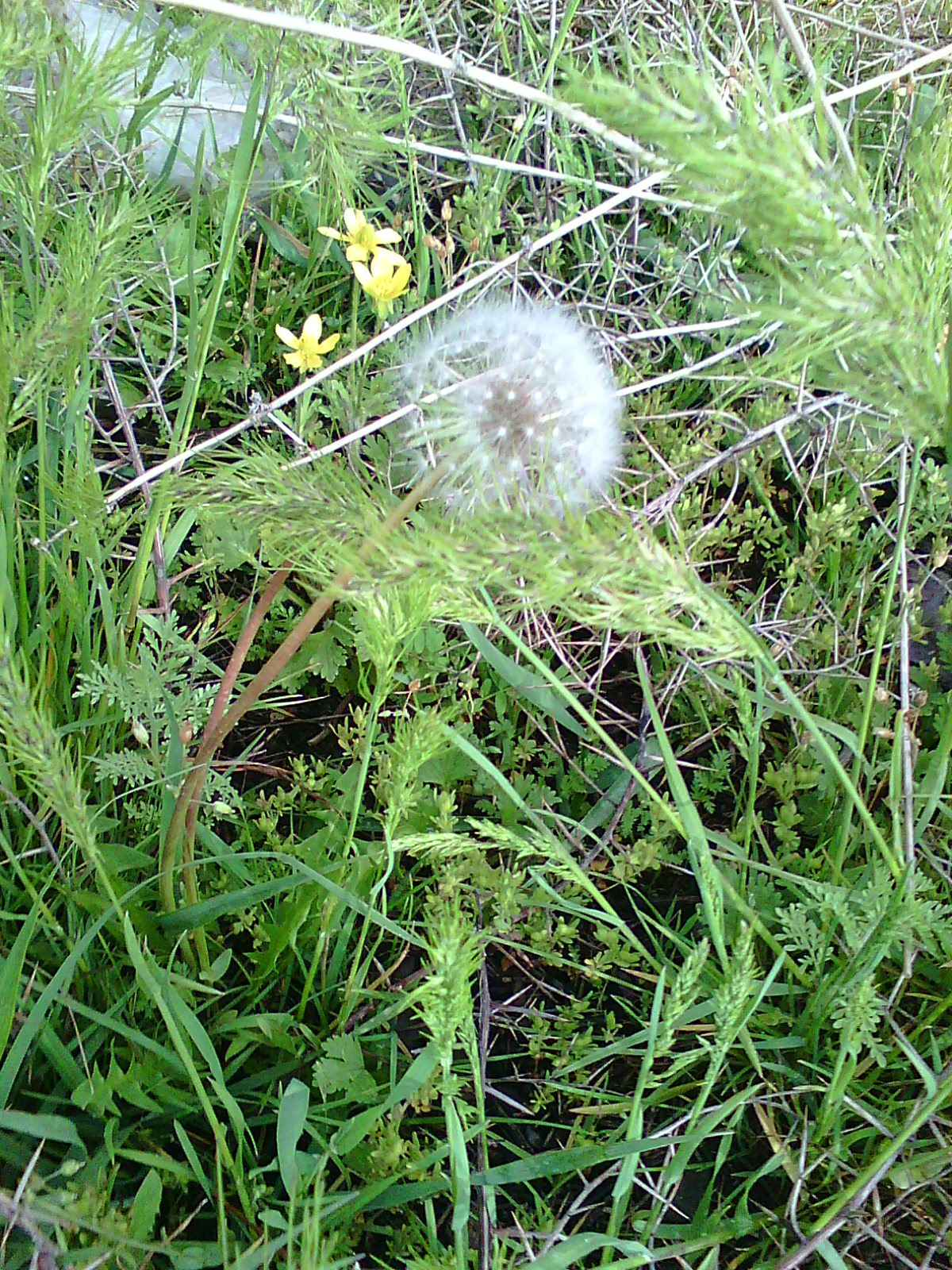
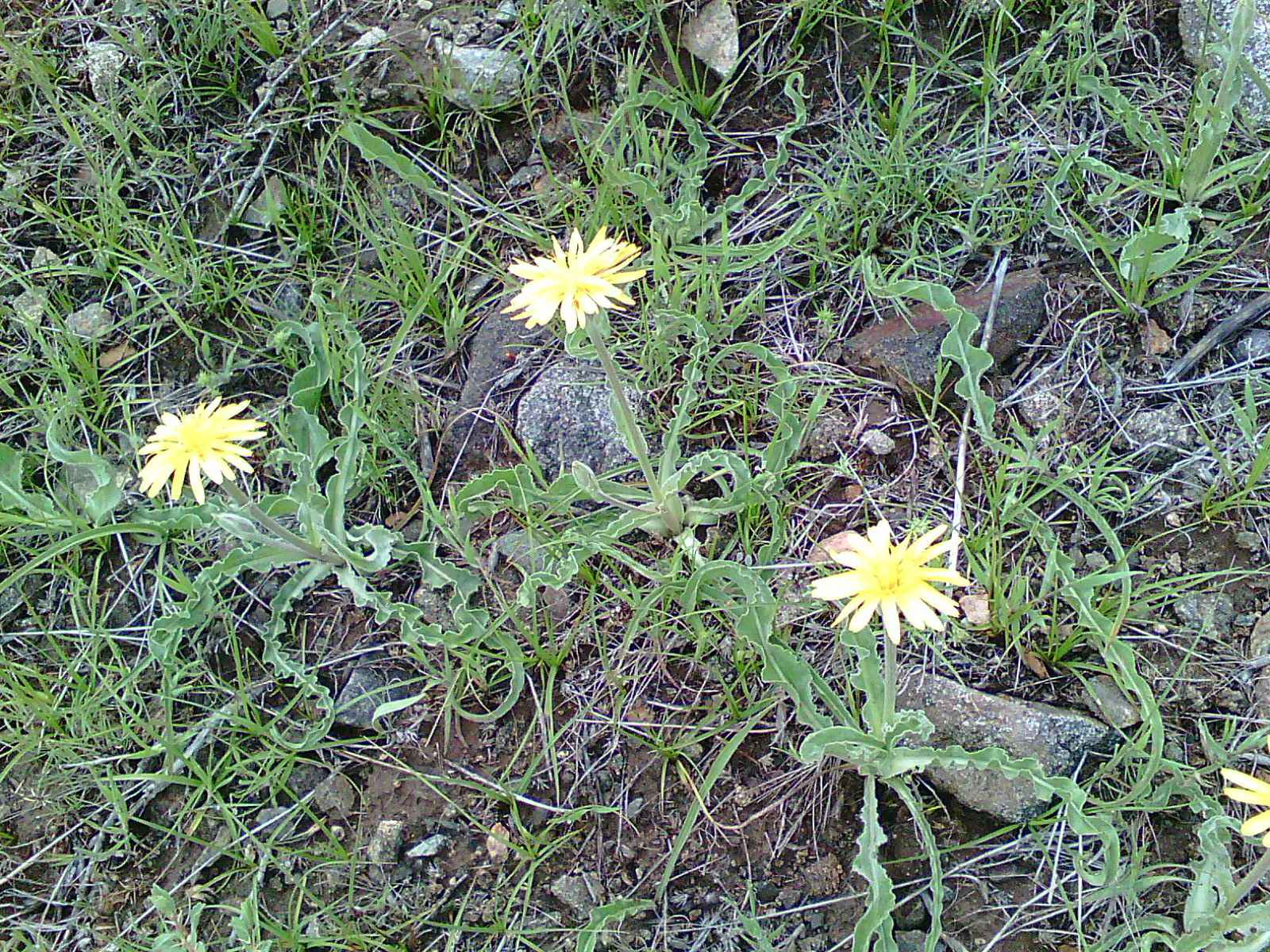
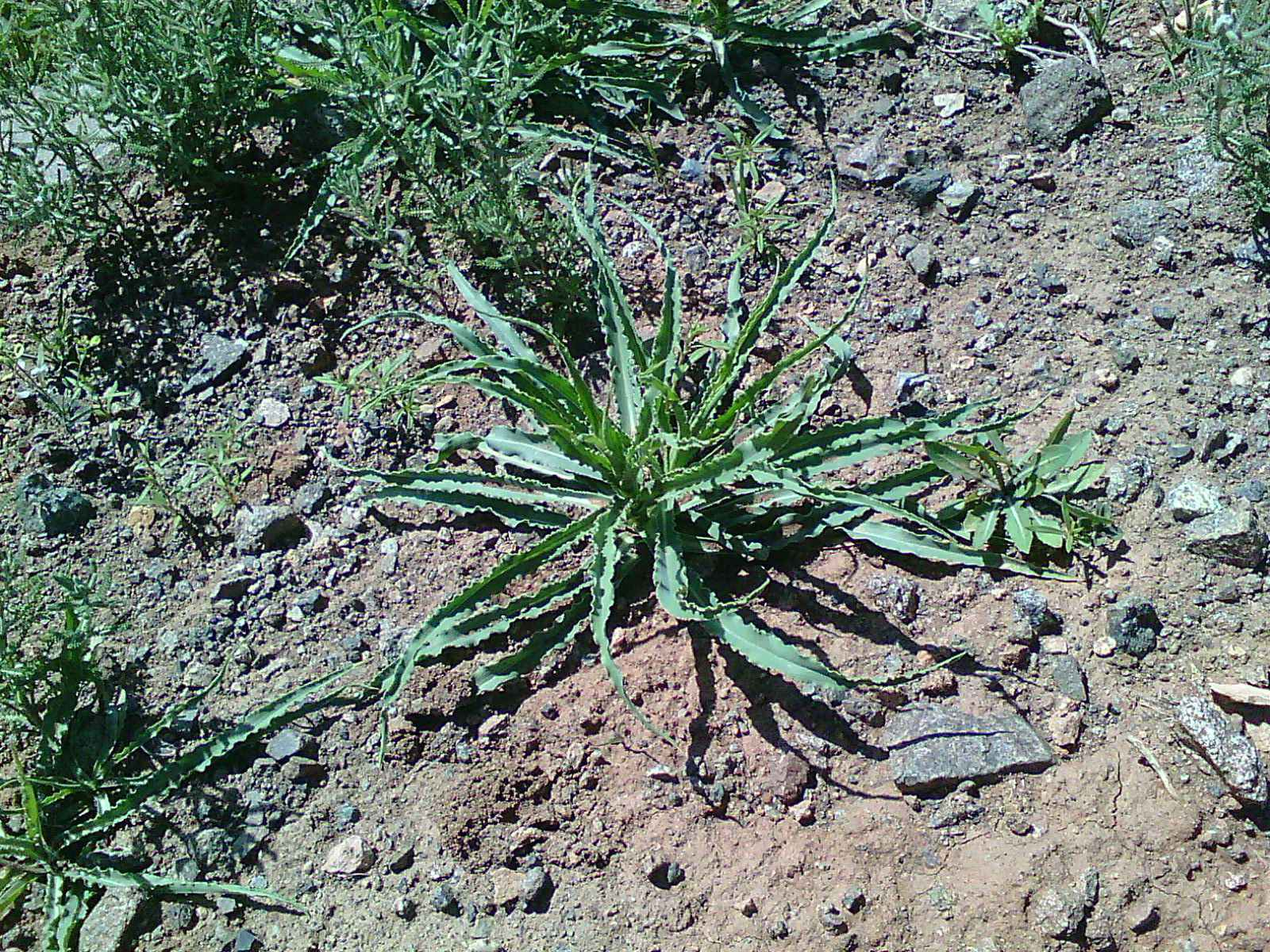